# Dihlströms trappor

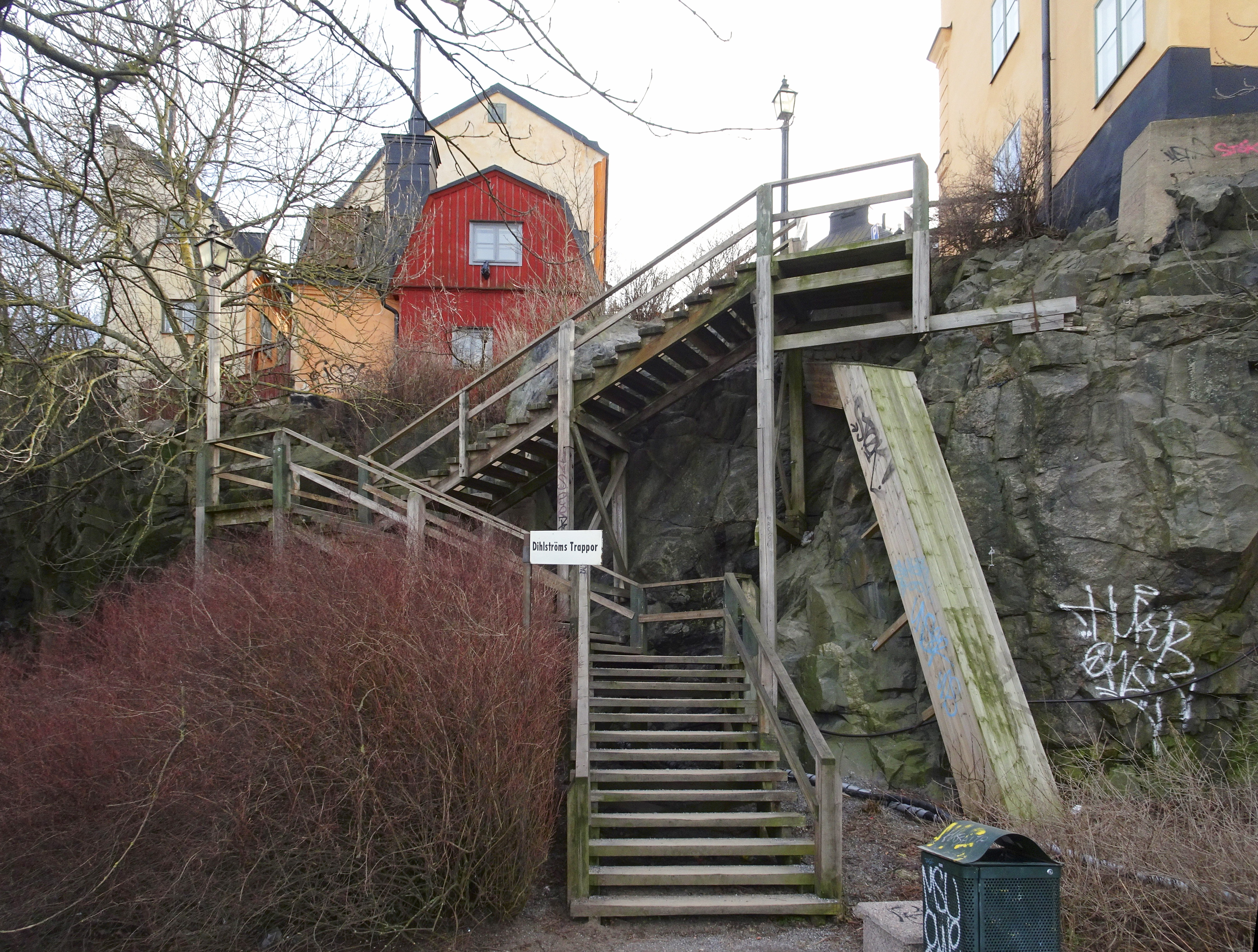
Dihlströms trappor från Katarinavägen.

Dihlströms trappor är en offentlig trappa på Södermalm i Stockholm. Trappan förbinder Katarinavägen med Nytorgsgatan och fick sitt nuvarande namn 1968.

## Historik

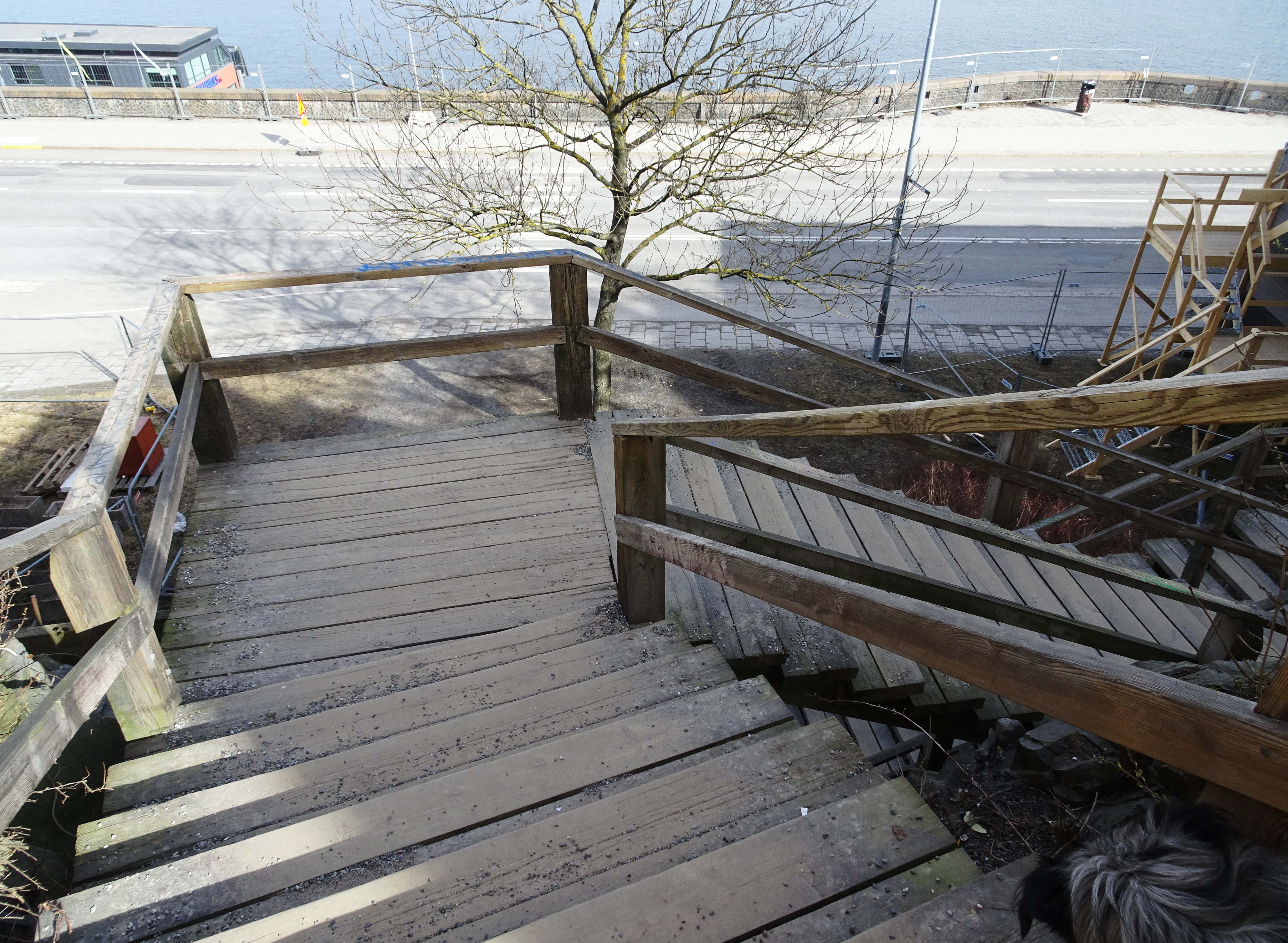
Dihlströms trappor från Nytorgsgatan.

En trappa visas på denna plats redan på en karta från 1855. Den gick från dåvarande Stora Glasbruksgatan ner till Stadsgården. På en karta från 1863 framgår en lång, namnlös trappa och en planerad gränd som gick direkt öster om kvarteret Glasbruket mindre, dagens kvarteret Dihlströms. Det var just Dihlströms klädesfabrik och senare den Dihlströmska arbetsinrättningen som gav upphov till namnet Dihlströms trappor. 
På en karta från 1899 syns planerade regleringar av gator och kvarter i området, enligt den skulle en bred, monumental trappa leda upp från Stadsgården till den breddade Stora Glasbruksgatan och rakt över husen Nytorgsgatan 5–7 (dagens fastighet Terrassen 16). Planerna realiserades aldrig.

## Trappan
Dihlströms trappor är en träkonstruktion bestående av fyra trapplopp med sammanlagd 55 steg. Nivåskillnaden mellan Katarinavägen och Nytorgsgatan är 9,5 meter.

## Andra trappor i närheten
- Harald Lindbergs trappor
- Borgmästartrappan
- Lokattens trappor
- Söderbergs trappor